# Show-Express
Der Show-Express war eine Musiksendung des ZDF mit dem Orchester James Last. Es handelte sich um die Nachfolge der Starparade, präsentiert von Michael Schanze. Der Show-Express ist vor allem bekannt durch den letzten Auftritt von ABBA in Deutschland.

## Die Show

### Gemeinsamkeiten mit der Starparade
Genau wie schon bei der Starparade, handelte es sich auch beim Show-Express um eine Live-Sendung aus verschiedenen Hallen Deutschlands mit internationalen und deutschsprachigen Gesangskünstlern. Er lief unverändert auf dem Sendeplatz für die große ZDF-Unterhaltung am Donnerstagabend von 19:30 Uhr bis 21:00 Uhr. Auch der vierteljährliche Ausstrahlungsturnus wurde beibehalten, im Frühsommer 1982 fiel aber eine Ausgabe wegen der Fußball-Weltmeisterschaft aus. Wenngleich mittlerweile ein Ballett nicht mehr so bedeutend für eine Unterhaltungsshow war, wie noch zu Beginn der Starparade, so behielt man es dennoch bei. Auch zum Show-Express gehörte wieder das Orchester James Last, welches bei allen Ausgaben mit dabei war und dabei stets einige Soloauftritte hatte.

### Unterschiede zur Starparade
Gegenüber der Starparade hatte man nahezu das gesamte Team ausgewechselt, die Regie führte nun Pit Weyrich. Präsentiert wurde der Show-Express von Michael Schanze, der gerade mit seiner Kindersendung 1, 2 oder 3 großen Erfolg hatte und von dem man sich mehr jüngere Zuschauer versprach. Die Bühnenaufbauten waren einfacher gehalten, insbesondere gab es die Monitorwand der Starparade nicht mehr.
Der größte Unterschied bestand aber in den Show-News, welche einen großen Raum einnahmen. Schanze berichtete von Neuigkeiten aus dem internationalen Show-Business, zu denen manchmal sogar Einspielfilme gehörten. Das Vortragen von Nachrichten war sehr ungewöhnlich, sowohl in einer großen Show, wie auch in einer Sendereihe, die nur alle drei Monate ausgestrahlt wurde. Dadurch hatte das Orchester James Last auch weniger Spielzeit als bei der Starparade.

### Abba
Die schwedische Popband ABBA war für die zweite Ausgabe eingeladen; aufgrund von Drohungen riet die schwedische Polizei aber von einer Auslandsreise ab. Deswegen schaltete man die Gruppe via Satellit live aus einer Stockholmer Fernsehshow zu. Zur letzten Show-Express-Ausgabe kamen sie aber nach Saarbrücken und trugen folgende Titel vor:
- The Day Before You Came
- Cassandra
- Under Attack

Es war der letzte Auftritt von ABBA in Deutschland. Eine weitere Besonderheit war, dass "The Day Before You Came" und "Cassandra" nur in Deutschland weltweit live gespielt wurden.

### Nachfolger
Der Show-Express wurde wegen des nachlassenden Erfolgs Ende 1982 wieder eingestellt. Für das Orchester James Last bedeutete dies, dass es keine Möglichkeit mehr gab, regelmäßig im Fernsehen aufzutreten, da es zu hohe Kosten verursachte. 1984 folgte Show & Co. mit Carlo, wobei es sich allerdings um eine Show ohne Orchester handelte.

## Ausstrahlungen im ZDF
Die Erstausstrahlung fand zu folgenden Terminen im ZDF statt:
| DATUM      | FOLGE | STARGÄSTE UND ANMERKUNGEN | ORT                  |
| 25.09.1980 | 01    | Sweet And Chips, Geoff Richer's First Edition, Howard Carpendale, Ottawan, Dalida, Tony Christie, Mireille Mathieu, Mickey Gilley, Ireen Sheer, Udo Jürgens Second Generation Dancers unter der Choreografie von Geoffrey Richter                                                                 | Philipshalle         |
| 27.11.1980 | 02    | Bernhard Brink, A La Carte, The Portable Movement Group, Peter Maffay, Precious Wilson, Gérard Lenorman, Irene Cara aus Stockholm via Satellit zugeschaltet: ABBA Second Generation Dancers unter der Choreografie von Douglas Squires                                                            | Freiheitshalle       |
| 12.03.1981 | 03    | Marc Seaberg, Costa Cordalis, Michael Holm, Secret Service, Richard Clayderman, Leinemann, Los Angeles, Engelbert Humperdinck als Video: John Lennon & Yoko Ono Telefongespräch aus New York mit Freddy Quinn Second Generation Dancers unter der Choreografie von Eric Emmanuele                 | Saarlandhalle        |
| 04.06.1981 | 04    | Trix, Karel Gott, Dschinghis Khan, Manhattan Transfer, Milva, Volker Lechtenbrink, Valerie Horton-Brown, Lena Valaitis, Joe Dolce Second Generation Dancers unter der Choreografie von Douglas Squires                                                                                            | Philipshalle         |
| 10.09.1981 | 05    | The Second Generation, Roland Kaiser, Bucks Fizz, Mireille Mathieu, Michael Holm, Howard Carpendale, Sunday, Boney M., Nana Mouskouri, Udo Jürgens als Video: George Harrison Second Generation Dancers unter der Choreografie von Douglas Squires Von der Internationalen Funkausstellung Berlin | Deutschlandhalle     |
| 29.10.1981 | 06    | Tommi Ohrner, The Nigel Lythgoe Dancers, Christian Franke, The Hornettes, Veronika Fischer, Pupo, Julio Iglesias, Carpenters Second Generation Dancers unter der Choreografie von Nigel Lythgoe                                                                                                   | Stadthalle Bremen    |
| 25.03.1982 | 07    | Roger Whittaker, Ricky King, Mary Roos, Roland Kaiser, Peter Maffay, Hanne Haller, Udo Jürgens Second Generation Dancers unter der Choreografie von Douglas Squires | Sporthalle Böblingen |
| 09.09.1982 | 08    | Combo Colossale, Hubert Kah, Precious Wilson, Mireille Mathieu, Kevin Johnson, Gitte, Vicky Leandros, Frida, Les Fortunes unter der Choreografie von Ira Krümling, | Freiheitshalle       |
| 11.11.1982 | 09    | Christian Franke, Oliver Onions, Katja Ebstein, Veronica Unlimited, Chris de Burgh, Lena Valaitis, Sharon Redd, ABBA Second Generation Dancers unter der Choreografie von Douglas Squires | Saarlandhalle        |